# Inya
Az Inya (cirill betűkkel Иня) folyó Oroszország ázsiai részén, Dél-Szibériában, az Ob jobb oldali mellékfolyója.

## Földrajz
Hossza: 663 km, vízgyűjtő területe: 17 600 km², évi közepes vízhozama: 45 m³/sec (a torkolattól 120 km-re).
A Tom után a Kuznyecki-medence második legnagyobb folyója. A Kuznyecki-Alatau nyugati lejtőjén ered. Nagyrészt a Kemerovói területen, északnyugat felé halad. Észak felől megkerüli a Szalairt, a Novoszibirszki területen nyugat, délnyugat felé folyik tovább és Novoszibirszknél ömlik az Obba. 
November elejétől április közepéig befagy. 
Mellékfolyói főként a Szalair folyóvizeit gyűjtik össze. Nagyobb bal oldali mellékfolyói: a Kaszma, az Ur és a Bacsat.
Völgyében vezet a Novoszibirszk–Novokuznyeck közötti vasútvonal. Partjain a legnagyobb város Novoszibirszk, valamint a Kemerovói területen Leninszk-Kuznyeckij (régi nevén: Kolcsugino), a szénbányászat egyik központja.